# Ernesto Farías
Ernesto António Farías (29 de Maio de 1980) é um ex-futebolista argentino que atuava na posição de atacante. Atualmente trabalha como auxiliar nas categorias de base do Club Atlético River Plate.

## Clubes

### Estudiantes e River Plate
Farías começou a jogar como sénior em 1998 pelo Estudiantes da Argentina, com o qual se tornou o melhor marcador do Torneo Apertura em 2003. Ele marcou 96 golos pelo clube em 205 jogos. Em 2004 Ernesto Farías estreou-se a jogar na Europa no Palermo da Itália mas não teve sucesso e voltou à Argentina para jogar no River Plate no ano seguinte. A 6 de Julho de 2007 mudou-se para o Club Toluca do México mas devido a problemas familiares, não se pôde manter na cidade. Foi noticiado que o FC Porto estaria interessado no jogador podendo ser o regresso de Ernesto Farías à Europa três anos depois.

### FC Porto
Farias chegou a acordo com o FC Porto numa transferência de 4 Milhões de euros e, a 24 de Julho de 2007, assinaram um contrato válido por 4 anos.

### Cruzeiro
No dia 21 de julho de 2010, o Cruzeiro anunciou a contratação do jogador argentino. Para ter 100% do passe do atacante argentino, os mineiros cederam ao Porto, de Portugal, os 50% que ainda detinham dos direitos econômicos do zagueiro Maicon, de 21 anos. De acordo com o empresário do atacante, Gustavo Arribas, o contrato de Farías com o Cruzeiro foi de três anos, mas com a possibilidade de prorrogação por mais um. Sua estreia no entanto só aconteceu quase um mês depois, no dia 5 de setembro, na vitória do Cruzeiro por 3 a 2 sobre o Palmeiras, em partida válida pelo Campeonato Brasileiro. Farías entrou no segundo tempo do jogo para substituir a saída de Wellington Paulista e marcou o terceiro gol do time mineiro aos quarenta minutos da etapa complementar, virando o jogo.
Em 2011 o jogador disputou a Copa Libertadores e o Campeonato Mineiro, sendo campeão da segunda. Jogando em poucas oportunidades, o argentino marcou 1 gol na competição internacional e 2 pelo estadual. No dia 18 de maio, antes do início do campeonato nacional, o jogador foi dispensado pelo treinador Cuca. No dia 14 de setembro, no entanto, foi anunciado que o novo treinador da equipe, Émerson Ávila, solicitou a sua reintegração a equipe principal. O jogador chegou a ficar quatro meses afastado e cinco meses sem jogar uma partida completa, porém, no dia 23 de outubro voltou a marcar e foi peça fundamental na vitória do Cruzeiro sobre o Atlético Goianiense, por 3 a 2, na Arena do Jacaré, em partida válida pelo Campeonato Brasileiro. Marcou também na vitória por 1x0 sobre o Internacional, resultado de extrema importância para a equipe.

### Independiente
No dia 2 de dezembro de 2011 a equipe do Cruzeiro anunciou o empréstimo do jogador ao Independiente da Argentina. No dia 11 de março, no entanto, o atacante marcou 3 gols na vitória de virada do Independiente sobre o Boca Juniors, por 5 a 4, em jogo válido pela quinta rodada do Torneio Clausura, em La Bombonera.
Em 2014 após fim de contrato ,fica sem clube.

## Seleção Argentina
Na Seleção da Argentina estreou-se a 3 de Setembro de 2005 quando a Seleção da Argentina perdeu com o Paraguai por 1-0.

## Curiosidades
A principal característica de Ernesto Farías é a dedicação em campo durante todo jogo, esforça-se bastante durante os 90 minutos,  possuindo um bom chute e muita noção de área com boa movimentação, ajudando não apenas a si como também seus companheiros com sentido ao gol.
Após não ter sido aproveitado pelo elenco cruzeirense, ficou treinando com a equipe reserva e o time de juniores com as quais não conseguiu aprimorar sua parte física, até ser recolocado no futebol argentino.
A sua alcunha é ''El Tecla'' porque na sua adolescência, os seus colegas do Estudiantes brincavam com ele dizendo que os seus dentes pareciam as teclas de um piano.

## Títulos
Porto
- Campeonato Português: 2007-08, 2008-09
- Taça de Portugal: 2008-09, 2009-10
- Supertaça Cândido de Oliveira: 2008-09

Cruzeiro
- Campeonato Mineiro: 2011

## Artilharias
River Plate
- Copa Libertadores: 2006 (5 gols)